# 220
220 (CCXX) var ett skottår som började en lördag i den julianska kalendern.

## Händelser

### Okänt datum
- Goterna invaderar Mindre Asien och Balkan.
- En indisk delegation besöker kejsar Heliogabalus.
- Han Xiandi abdikerar från sin tron, till förmån för Cao Pi, vilket symboliserar slutet för Handynastin och början på De tre kungadömenas period i Kina.
- Cao Pi efterträder sin far Cao Cao som härskare över kungariket Wei och utropar sig själv till kejsare Wen av Wei.
- Stor frost i England sägs ha varat i fem månader.[1]

## Födda
- Quintillus, romersk kejsare 270 (född omkring detta år)

## Avlidna
- 15 mars – Cao Cao, självutnämnd premiärminister för Handynastin
- Cheng Yu, rådgivare till Cao Cao
- Fa Zheng, rådgivare till Liu Bei
- Xiahou Dun, general och släkting till Cao Cao
- Tertullianus, kyrkofader

### Fotnoter
1. ↑  Stratton, J.M. (1969). Agricultural Records. John Baker. ISBN 0-212-97022-4